# Os Nazaritos
Os Nazaritos, antigamente chamada de Os Nazarenos, é uma banda de rock cristão brasileira.
A banda foi formada por Gustavo Legal em 1998 em Itaguaí, no estado do Rio de Janeiro. Misturando ritmos como ska, rock, sertanejo e reggae, os Nazaritos fazem uma espécie de rock cômico no cenário evangélico. Com o apoio de Ronaldo Barros, pai da cantora Aline Barros, a banda assinou com a AB Records e chegou a lançar seu primeiro CD em 1999 fazendo um enorme sucesso no Gospel.
Com a saída da banda da AB Records para a gravadora Top Gospel, os integrantes mudaram o nome do grupo para o nome Os Nazaritos. Em 2001, chegou a se apresentar no Rock in Rio III na Tenda Brasil junto com Los Hermanos, Ls Jack entre outros. Foi cogitado, pelo próprio Roberto Medina (Criador do Rock in Rio), que a apresentação da Banda fosse no Palco Mundo antes da apresentação da Banda Iron Maiden. Mas a banda achou melhor se apresentar no dia Teen na Tenda Brasil pois teria mais tempo de apresentação.
Após longos anos de hiato, o grupo voltou às atividades em 2016, para uma turnê comemorativa, e lançou, em 2017, o EP O Emergente. Em Fevereiro de 2022, o líder da Banda Gustavo Legal, anunciou a volta da Banda aos palcos.
Apesar das semelhanças com o Mamonas Assassinas, a banda afirma que suas principais influências eram o cantor Falcão e a banda Blitz, e que a associação ao Mamonas era um marketing da gravadora AB Records.

## Discografia
- 1999: Curtindo o Maior Barato
- 2001: O Barato Continua
- 2004: Emanuel tá na Área
- 2017: O Emergente

## Integrantes
- Gustavo Legal - vocal, guitarra rítmica
- Marcelo Caster - guitarra
- Elias Budhabass Oliveira  - baixo
- Cleber Batata - bateria